# パル・ヴァンナリーレアク
パル・ヴァンナリーレアク（Pal Vannarirak、1954年11月23日- ）はカンボジアの作家。

## 略歴
コンポンチュナン州に生まれる。父は抗仏運動に参加した高級将校、母はシソワット王家の流れを汲む人物であり、裕福な家庭に育つ。1975年にはクメール・ルージュによって両親や弟2人と離ればなれになり、プノンペンからコンポンチャム州タンコーク郡への移住で強制労働に従事し、集団結婚をさせられる。
1979年にポル・ポト政権の崩壊後、プノンペンに戻り役所の職員として働くが、夫は定職につかず暴力をふるうようになる。ヴァンナリーレアクは内職として闇の貸本屋用の娯楽小説を書き、取り締りをおそれて無記名で発表した作品は90本近くにのぼった。やがて、ポル・ポト時代に行方不明になった家族に向けて、自分の無事を知らせるための小説を執筆。この長篇小説『カンボジア 花のゆくえ』（原題『闇は去った』）は、1989年にプノンペン市主催の戦勝10周年記念行事の小説部門で第1位となり、恩師や旧友との再会を果したが、両親や弟の消息は不明なままである。のちに『カンボジア 花のゆくえ』はオンポー・テヴィ主演で映像化もされ、ヴァンナリーレアク自身も脚本家の活動をはじめ、ドラマ用の脚本を27本発表した。
1993年の選挙後の新生カンボジア王国の成立後も精力的に創作を続けている。小説の他に詩集『クメールの月』を発表し、作詞家としても130曲以上を提供し、メーン・カエウ・ペッチャンダーなどのヒット曲を生んだ。また、社会問題にも取り組み、ストリート・チルドレン、エイズ、ドメスティック・バイオレンスなどを扱う女性や青少年向けの啓発ビデオのシナリオを書いている。2006年には、東南アジア文学賞を受賞した。

## 主な著作
日本語訳
- 『カンボジア　花のゆくえ』　岡田知子訳、段々社、2003年。